# Bahía Tarn

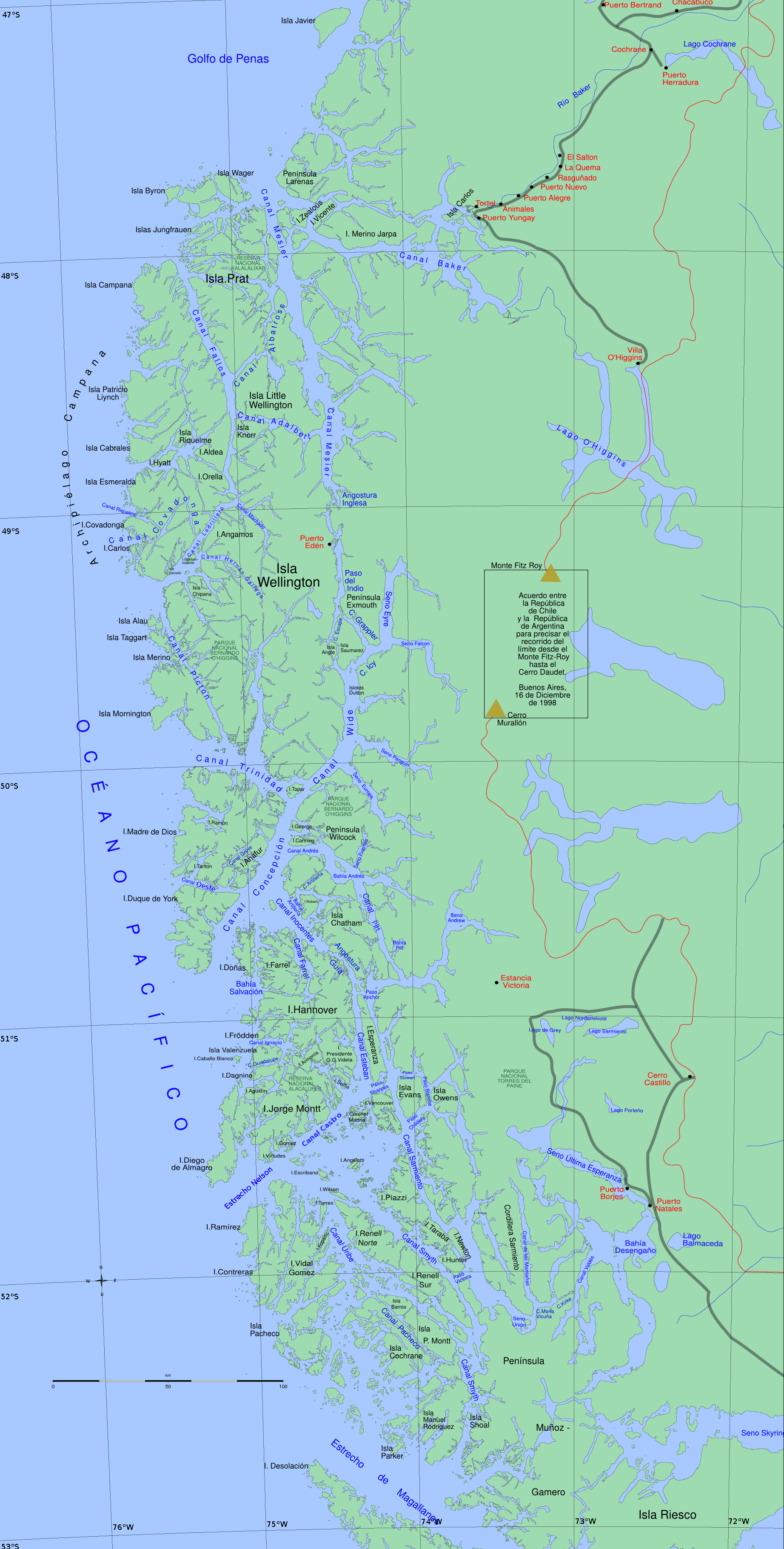
Golfo de Penas - Estrecho de Magallanes

La bahía Tarn está situada en el océano Pacífico en la región austral de Chile,  al sur del golfo de Penas. Tiene 15 millas náuticas (27,8 km) de ancho. Al fondo de ella se abre el canal Messier, principal canal que conduce al estrecho de Magallanes y al canal Trinidad.
Administrativamente pertenece a la Región de Aysén del General Carlos Ibáñez del Campo y a la Provincia Capitán Prat, comuna de Tortel.
Desde hace aproximadamente 6.000 años sus costas fueron habitadas por el pueblo kawésqar.  A comienzos del siglo XXI este pueblo había sido prácticamente extinguido por la acción del hombre blanco.

## Ubicación
Mapa de la bahía
Se extiende entre los siguientes límites:
- Por el norte: el golfo de Penas.
- Por el este: la costa continental, las islas Ayautau y la entrada al seno Baker.
- Por el sur: la entrada norte del canal Messier y la isla Sombrero.
- Por el oeste: la isla San Pedro, la bahía Acosta, la isla Schröder y puerto Ballenas.

Sus coordenadas según el Derrotero son: L:47°40’00” S. G:74°45’00” W. Situada en la parte sur del golfo de Penas, al fondo de ella se abre el principal canal que lleva al estrecho de Magallanes y al canal Trinidad, el canal Messier. Tiene 15 millas náuticas (27,8 km) de ancho por 10 millas náuticas (18,5 km) de saco.

## Descripción del sector este

### Islas Ayautau
Mapa de las islas
La más grande es un excelente punto de referencia para la recalada al canal Messier desde el golfo de Penas. Los canales entre las islas y la costa continental no son navegables por el gran número de rocas que hay en ellos.

### Bajo Sakkarah
Sus coordenadas según el Derrotero son: L:47°40’00” S. G:74°46’00” W. Ubicado 2½ nmi al SSW de las islas Ayautau. No es muy extenso y la sonda mínima sobre él es de 8 metros.

### Seno Baker
Mapa del seno
Abre entre las penínsulas Larenas y Swett de la costa continental en el sector SE de la bahía Tarn. Su entrada tiene 17 millas náuticas (31,5 km) de ancho. Las islas Baker ocupan la mayor parte de la boca. Corre por 7 millas náuticas (13,0 km) en dirección ESE con un ancho de 2 millas náuticas (3,7 km) a 3 millas náuticas (5,6 km), muy profundo. Al término de esta parte se divide en dos canales principales, los canales Martínez y Baker que se internan como 60 millas náuticas (111,1 km) en dirección media E y SE corriendo en forma casi paralela.

## Descripción del sector sur

### Canal Messier
Mapa del canal
Es uno de los canales patagónicos más importante. Abre al fondo de la bahía Tarn prolongándose unas 72 millas náuticas (133,3 km) en dirección general N-S hasta la entrada de la angostura Inglesa. Es totalmente limpio para la navegación.
Corre entre la costa continental de la Patagonia Chilena y la costa oriental del sector norte del archipiélago Wellington. Sus costas son montañosas y sus cumbres en invierno cubiertas de nieve. En sus riberas se abren numerosos senos y esteros no aptos como fondeaderos por su gran profundidad, pero hay puertos suficientes para hacer fácil su navegación. La verdadera dificultad es la permanente lluvia que cae en el sector acompañada de fuertes vientos y temporales. Las corrientes de marea son en general débiles.

### Isla Sombrero
Mapa de la isla
Sus coordenadas según el Derrotero son: L:47°48’00” S. G:74°42’00” W. Localizada en el sector SSE de la bahía Tarn y en el lado oriental de la entrada norte del canal Messier. Es la de más al norte de las islas Baker. De formación granítica. Tiene la forma de un sombrero apuntado y una altura de 427 metros de alto. De sus lados W y SW se desprenden rocas que alcanzan hasta una distancia de 800 metros, el resto de su contorno es limpio. El canal que la separa de la isla Zealous, ubicada más al sur, es navegable a medio canal.

## Descripción del sector oeste

### Isla San Pedro
Mapa de la isla
Ubicada en el lado oeste de la bahía Tarn a corta distancia de la isla Wager del archipiélago Guayaneco. En su costa este hay un muelle para la atención de las instalaciones de la Armada y de la Dirección de Aeronáutica: un faro, un radiofaro aéreo y la radioestación naval.

### Bahía Acosta
Mapa de la bahía
Sus coordenadas según el Derrotero son: L:47°44’00” S. G:74°54’00” W. Sus límites son: por el norte la costa SW de la isla San Pedro, por el este los islotes Albertina, por el sur los islotes y rocas de la costa norte de la isla Schröder y por el oeste la costa NE de la isla Wager. Es espaciosa y fácil de tomar, apta para naves de porte moderado. En sus costas hay dos fondeaderos. El fondo es parejo y de arena.

### Isla Schröder
Mapa de la isla
Situada en el sector oeste de la bahía Tarn al sur de la bahía Acosta que la separa de la isla San Pedro. Mide 1,9 millas náuticas (3,5 km) de largo en dirección N-S por igual largo a 90°. Por su lado sur corre el paso Suroeste que la separa de la isla Juan Stuven del archipiélago Wellington. Por su lado oeste un canalizo muy estrecho, no navegable, la separa de la isla Wager. En el extremo norte del canalizo está puerto Escondido y en el extremo sur la caleta Ideal, ambos de dimensiones reducidas y aptos solo para naves de porte pequeño. En la costa sur, inmediatamente al oriente de la caleta Chica se abre puerto Ballenas. En su lado este se encuentran las cumbres llamadas Tetas de Ballenas de 122 metros de alto.

### Puerto Ballenas
Sus coordenadas según el Derrotero son: L:47°47’00” S. G:74°53’00” W. Se ubica en el sector SE de la isla Schröder. Hay un fondeadero para naves de porte reducido en 20 metros de agua a 1 cable de la costa. El fondo es recoso pero abrigado de los vientos reinantes. Se estima que este es el puerto en que estuvo fondeado el piloto Machado en 1769.